# Werner Mittenzwei
Werner Mittenzwei (* 7. August 1927 in Limbach; † 14. Februar 2014 in Berlin) war ein deutscher Theater- und Literaturwissenschaftler.

## Leben
Werner Mittenzwei wuchs in einem linken Arbeiterelternhaus auf. Im Zweiten Weltkrieg geriet er in Hitlers letztes Aufgebot. Nach einem Studium der Pädagogik, Germanistik und Gesellschaftswissenschaften wurde Mittenzwei 1953 Assistent an der Deutschen Hochschule für Musik in Berlin. Sein Lehrer war der Literaturprofessor Hans Mayer, zu dessen Vorlesungen er regelmäßig nach Leipzig fuhr.
Mittenzwei war SED-Mitglied und machte in ihr als Literaturwissenschaftler Karriere. Von 1956 bis 1966 war er als Mitglied der SED am parteieigenen Institut für Gesellschaftswissenschaften (IFG) beim Zentralkomitee der SED tätig. Er begann als Aspirant und arbeitete nach seiner Promotion 1960 als Dozent. Nach seiner Habilitation wurde er 1964 am selben Institut zum Professor für Literaturtheorie ernannt. Als das IFG 1976 in die „Akademie für Gesellschaftswissenschaft“ umgewandelt wurde, bekleidete Mittenzwei jahrelang das Amt des Direktors des Zentralinstituts für Literaturgeschichte der Akademie für Gesellschaftswissenschaften beim ZK der SED, das schließlich in die Akademie der Wissenschaften der DDR eingegliedert wurde. Das Institut gehörte wie die Akademie in die Zuständigkeit des „Sekretariates für Wissenschaft und Kultur“ beim ZK der SED. Auch war das Institut, wie auch die Akademie, dem Politbüro der SED gegenüber rechenschaftspflichtig. Die Akademie wie auch das Institut für Gesellschaftswissenschaften dienten auch der Ausbildung von SED-Kadern. In den 1970er und 1980er Jahren war er Leitungsmitglied und dramaturgischer Mitarbeiter am Berliner Ensemble (Theater am Schiffbauerdamm), 1992 wissenschaftlicher Mitarbeiter im Forschungsschwerpunkt Literaturwissenschaft.
Werner Mittenzwei gab an verantwortlicher Stelle die mehrbändige Darstellung des deutschen Exils Kunst und Literatur im antifaschistischen Exil 1933–1945 mit heraus. Diese erschien ab 1978 im Auftrag des Zentralinstituts für Literaturgeschichte der Akademie der Wissenschaften der DDR und der Akademie der Künste der DDR. Der erste Band, Das Exil in der Sowjetunion, in der auch ein Vorwort Werner Mittenzweis enthalten ist, wurde in der Bundesrepublik stark kritisiert, so 1996 durch die Historikerin Carola Tischler. Sie warf der Darstellung „Realitätsferne“ vor, weil „die Darstellung, so verdienstvoll das Zusammentragen der einzelnen Fakten dazu auch“ sei, „an einer parteigebundenen Sichtweise“ leide. „Durch das Aussparen fundamentaler Ereignisse, wie es der Terror für das Exil in der Sowjetunion nun einmal gewesen“ sei, seien die „Urteile und Wertungen in vielen Fällen anzuzweifeln“.
Mittenzwei legte zahlreiche Studien zur Ästhetik und zur Geschichte der Dramatik vor. Als Brecht-Forscher gewann er internationales Renommee. Er war Mitherausgeber der Großen Kommentierten Berliner und Frankfurter Ausgabe und Verfasser einer umfangreichen Biographie Brechts. Hans Ulrich Gumbrecht hält Mittenzweis 1986 erschienene Brecht-Biographie für sein bedeutendstes Buch. Mittenzweis 2001 erschienene Darstellung Die Intellektuellen. Literatur und Politik in Ostdeutschland von 1945–2000 fand teilweise positive Resonanz.
Werner Mittenzwei war mit der Historikerin Ingrid Mittenzwei (1929–2012) verheiratet und lebte in Bernau bei Berlin.

## Werke (Auswahl)
- Bertolt Brecht. Von der „Maßnahme“ zu „Leben des Galilei“. Berlin 1962.
- Gestaltung und Gestalten im modernen Drama. Berlin/Weimar 1965.
- Gesichtspunkte. zur Entwicklung der literaturtheoretischen Position Georg Lukács. In: Dialog und Kontroverse mit Georg Lukács: der Methodenstreit deutscher sozialistischer Schriftsteller. Hrsg. im Auftrag der Forschungsgruppe 3 Akademie der Wissenschaften der DDR und des Zentralinstituts für Literaturgeschichte von Werner Mittenzwei, Leipzig 1975.
- Brecht und die Schicksale der Materialästhetik. In: Brechts Tui-Kritik (= Argument-Sonderband 11). Karlsruhe 1976, S. 175–212.
- Als Mitherausgeber: Kunst und Literatur im antifaschistischen Exil 1933–1945: Band 1-VII. Hrsg. im Auftrag des Zentralinstituts für Literaturgeschichte der Akademie der Wissenschaften der DDR, Ludwig Hoffmanns für die Akademie der Künste der DDR und Wolfgang Kießling und Eike Middell. Reclam, Berlin ab 1978. In der Bundesrepublik Deutschland im Röderberg Verlag erschienen.
  - Als Autor: Exil in der Schweiz. Reihe Kunst und Literatur im antifaschistischen Exil 1933–1945. Band 2. Leipzig 1978, in der BRD Röderberg Verlag, Frankfurt am Main 1979, ISBN 3-87682-469-9.
- Das Schicksal des deutschen Theaters im Exil 1933–1945. Berlin 1978.
- Das Leben des Bertolt Brecht oder Der Umgang mit den Welträtseln. 2 Bde. Aufbau Verlag, Berlin/Weimar 1986; Suhrkamp Verlag, Frankfurt am Main 1987.
- Brecht als Gegenstand der Biographie, Berlin 1988
- Bertolt Brecht: Große kommentierte Berliner und Frankfurter Ausgabe. Herausgegeben von Werner Mittenzwei u. a. Berlin/Frankfurt am Main 1988–2000.
- Der Untergang einer Akademie oder Die Mentalität des Ewigen Deutschen. Der Einfluß der nationalkonservativen Dichter an der Preußischen Akademie der Künste 1918 bis 1947. Berlin/Weimar 1992, 2. unv. Aufl.: Faber & Faber, Leipzig 2003, ISBN 3-936618-17-8 (leicht geänd. Titel).
- Die Intellektuellen. Literatur und Politik in Ostdeutschland von 1945–2000. Faber & Faber, Leipzig 2001, ISBN 3-932545-74-5.
- Zwielicht. Auf der Suche nach dem Sinn einer vergangenen Zeit. Eine kulturkritische Autobiographie. Mit einem Kapitel von Ingrid Mittenzwei. Faber & Faber, Leipzig 2004, ISBN 3-936618-41-0.
- Hrsg. mit Christine Moser: Die Brocken-Legende: Ein deutscher Mentalitätsspiegel. Aus den nachgelassenen Papieren des Schweizer Gelehrten Tobias Bitterli kommentiert von Christine Moser. Faber & Faber, Leipzig 2007, ISBN 3-936618-41-0.

## Mitgliedschaften und Auszeichnungen
- 1969 wurde er zum Korrespondierenden und 1972 zum Ordentlichen Mitglied der Akademie der Wissenschaften der DDR berufen.
- ab 1983 war er Mitglied der Akademie der Künste der DDR
- ab 1978 war er Mitglied des PEN-Zentrums DDR
- 1970 wurde Mittenzwei mit dem Lessing-Preis der DDR ausgezeichnet
- 1987 erhielt er den Friedrich-Engels-Preis der Akademie der Wissenschaften der DDR